# 白井鉄也
白井 鉄也（しらい てつや、1981年5月9日 - ）は、日本のお笑いタレントであり、お笑いコンビチーモンチョーチュウのボケ担当。相方は、菊地浩輔。
千葉県印旛郡酒々井町出身。吉本興業所属。
身長176cm、体重68kg。B87cm、W86cm、H94.5cm、F27.0cm。B型。喘息持ち。不思議キャラ。

## 略歴
- 千葉県立佐倉南高等学校卒業後に同級生だった菊地浩輔とチーモンチョーチュウを結成。

## 人物
- 髪型はマッシュルームカット。色白である。

### 趣味・特技
- 趣味はビックリマンシール集めや記念メダル集め。
- 水泳が得意で、夏季JOCジュニアオリンピックカップ水泳競技大会に出場することができそうだったが、年齢制限にひっかかり出場できなかった。

### その他
- 声が非常に高いのが特徴。声変わりはしている。
- 2歳年下の弟と仲が良い。兄（白井鉄也本人）同様、弟も声が高い。
- 一人称は「僕」。
- かなり意志が強く頑固なところがあり、高校時代は度々教師と揉めていた。その頃はピンクや緑など奇抜な色の頭をしていた。
- 雷が大の苦手。バイクで走っているときに雷が鳴り出し、吐いたことがあるほど。
- 地震予知の能力を持ち、ブログでも高確率で的中させている。芸人内の信奉者も多い。他にも不思議な体験をすることが多い（一度だけサイコメトリーの能力が使えた、体調の悪い安達健太郎（元カナリア）の口から青い煙が見えた等）。
- 以前住んでいた家には、よく幽霊が出たらしい。トークでよく話されているのは「三人組の幽霊」で、両側の二人は長身で真ん中の幽霊は背が低かったため、白井はこの幽霊をグランジと通称している（ちなみにこの幽霊は、白井の家に取材にきた作家に憑いていってしまったという）。他にも「名探偵コナンの犯人役のような黒い人物がドアの隙間から覗いてくる」、「強力な女性の霊による耳鳴り」、「棚に飾ってあるフィギュアが落ちる」などの怪奇現象が多く起こったらしい。
- アルバイト中に自分の手を竜田揚げ状態にしたことがある。その後、病院に行き治療をしてもらうも、医者からは「もう右手は使えない」といわれてしまった。その後、菊池に誘われ海に行った際、包帯を外して海水の中で大はしゃぎしたところ、痕もなく完治した[1]。
- 中学生のころ、かなりモテていた。合唱コンクールで指揮者をやったときの写真がすべて売り切れたことがある。また、その頃自身の写真がプリントされたテレホンカードが出来たという。
- 以前は関西弁を喋っていたが、ワッキー（ペナルティ）からアドバイスを受けて標準語にした。
- 知的障害を疑われて病院に連れていかれた事がある。
- 利き目である左目の視力が1.5で、右目の視力は2.0以上。近くが見えず、昔は眼鏡をかけていた。
- 堤下敦（インパルス）などと一緒に「糞BAND」というバンドを組んでいた。
- 公式Twitterではなぜか「うんちなう」としか呟かない。

## 出演

### テレビ番組
- 浜ちゃんが!（読売テレビ、2011年10月25日）